# Интервью (фильм, 2007)
«Интервью» (англ. Interview) — кинофильм 2007 года, ремейк одноимённой голландской картины 2003 года. Режиссёр — Стив Бушеми. В главных ролях — Стив Бушеми и Сиенна Миллер.

## Сюжет
Матёрый, циничный, но не слишком удачливый политический журналист Пьер получает задание взять интервью у актрисы с русским именем Катя — звезды мыльных опер и «бэшных» хорроров. Задание это его не слишком сильно радует, так же как и саму Катю совсем не радует общение с малоприятным типом, задающим ей дурацкие вопросы.
Тем не менее, Кате и Пьеру предстоит незабываемый вечер в обществе друг друга. Вечер, игры в эмоциональные кошки-мышки. Причём ответ на вопрос кто охотник, а кто жертва, отнюдь не очевиден…

## В ролях
| Актёр         | Роль            |
| ------------- | --------------- |
| Стив Бушеми   | Пьер            |
| Сиенна Миллер | Катя            |
| Майкл Бушеми  | Роберт          |
| Молли Гриффит | Официантка      |
| Тара Элдерс   | Мэгги           |
| Катя Схюрман  | Леди в лимузине |

## Отзывы
Фильм получил неоднозначные отзывы кинокритиков. На Rotten Tomatoes 57 % рецензий являются положительными, средний рейтинг составляет 6 из 10. На Metacritic фильм получил 64 балла из 100 на основе 29 обзоров.